# Bani al-Hakam
Bani al-Hakam – miejscowość w Egipcie, w muhafazie Al-Minja, w dystrykcie Samalut. W 2006 roku liczyła 3620 mieszkańców.